# Amanita muscaria var. flavivolvata
Amanita muscaria var. flavivolvata (Singer, Dav. T. Jenkins, Biblthca Mycol. 57: 56, 1977) è un fungobasidiomicete, varietà dell'Amanita muscaria.

## Cappello
Da convesso a piano, cuticola rosso acceso, leggermente striata al bordo, cosparsa di verruche bianche o giallastre.

## Lamelle
Molto fitte, libere, bianche e con lamellule.

## Gambo
Bianco, liscio sopra l'anello, fibroso sotto.

## Anello
Bianco, pendulo e liscio.

## Volva
Dissociata in verruche, bianca, sormontata da uno o due cercini.

## Carne
Bianca, compatta.
- Odore: trascurabile.
- Sapore: trascurabile.

## Habitat
Estate-autunno, molto diffuso, specialmente in boschi di latifoglie e conifere.

## Commestibilità
Velenoso come l'Amanita muscaria.